# Госейнабад (Коміджан)
Госейнабад (перс. حسين اباد) — село в Ірані, у дегестані Міладжерд, у бахші Міладжерд, шахрестані Коміджан остану Марказі. За даними перепису 2006 року, його населення становило 573 особи, що проживали у складі 143 сімей.

## Клімат
Середня річна температура становить 12,28 °C, середня максимальна – 32,22 °C, а середня мінімальна – -11,38 °C. Середня річна кількість опадів – 293 мм.
| Клімат поселення                              | Клімат поселення | Клімат поселення | Клімат поселення | Клімат поселення | Клімат поселення | Клімат поселення | Клімат поселення | Клімат поселення | Клімат поселення | Клімат поселення | Клімат поселення | Клімат поселення | Клімат поселення |
| Показник                                      | Січ.             | Лют.             | Бер.             | Квіт.            | Трав.            | Черв.            | Лип.             | Серп.            | Вер.             | Жовт.            | Лист.            | Груд.            |                  |
| Середній максимум, °C                         | 7,38             | 10,20            | 15,01            | 20,24            | 24,76            | 31,28            | 32,22            | 31,25            | 26,38            | 20,78            | 14,10            | 8,20             |                  |
| Середня температура, °C                       | −2               | 0,83             | 5,63             | 10,84            | 15,38            | 21,88            | 25,85            | 24,90            | 20,03            | 14,43            | 7,73             | 1,85             |                  |
| Середній мінімум, °C                          | −11,38           | −8,56            | −3,74            | 1,48             | 5,99             | 12,52            | 19,49            | 18,53            | 13,66            | 8,08             | 1,37             | −4,5             |                  |
| Норма опадів, мм                              | 46               | 36               | 50               | 39               | 35               | 8                | 0                | 1                | 1                | 8                | 26               | 43               |                  |
| Середньомісячна швидкість вітру, м/с          | 1.76             | 2.68             | 3.14             | 3.38             | 2.95             | 2.62             | 2.70             | 2.60             | 2.31             | 2.28             | 1.81             | 1.59             |                  |
| Середньомісячна сонячна радіація, кДж/м²·день | 8449             | 11772            | 14381            | 17949            | 22073            | 26842            | 25890            | 23916            | 20750            | 15214            | 10575            | 8353             |                  |
| --------------------------------------------- | ---------------- | ---------------- | ---------------- | ---------------- | ---------------- | ---------------- | ---------------- | ---------------- | ---------------- | ---------------- | ---------------- | ---------------- | ---------------- |
| Джерело:                                      |                  |                  |                  |                  |                  |                  |                  |                  |                  |                  |                  |                  |                  |